# رجاء عبد الحميد
رجاء عبد الحميد (1912 - 1984) هي ممثلة مصرية.

## حياتها ونشأتها
مواليد عام 1912 وبدأت نشاطها الفني في نهاية الثلاثينيات وأدت أدواراً ثانويةً في السينما المصرية والمسرح والتليفزيون.

## مسيرتها
كانت أعمالها سينمائية بالدرجة الأولى، وفي المسرح شاركت في مسرحية "ذات البيجاما الحمراء" عام 1967 مع عقيلة راتب وأبو بكر عزت وعبد المنعم مدبولي  أما في التليفزيون فشاركت في مسلسلات: المنتصرون – الكنز – بيار الملح – عادات وتقاليد – الخماسين – الحائرة – سباعية "الليل والبراري. وشهد عام 1975 آخر أعمالها وهو فيلم "يارب توبة" مع رشدي أباظة ونور الشريف وحسين فهمى وسهير المرشدي، واختفت رجاء عبد الحميد عن الحياة الفنية بعد ذلك.

## أعمالها
- فيلم «يا رب توبة» للمخرج علي رضا عام 1975
- فيلم «غدًا يعود الحب» للمخرج نادر جلال عام 1971
- فيلم «كانت ايام» للمخرج حلمي حليم عام 1970
- فيلم «3 قصص» للمخرج إبراهيم الصحن عام 1968
- فيلم «مبكى العشاق» للمخرج حسن الصيفي عام 1966
- فيلم «أغلى من حياتي» للمخرج محمود ذو الفقار عام 1965
- فيلم «إسماعيل يس في السجن» للمخرج حسن الصيفي عام 1961
- فيلم «لقمة العيش» للمخرج نيازي مصطفى عام 1960
- فيلم «احترسي من الحب» للمخرج حسن الصيفي عام 1959
- فيلم «الجريمة والعقاب» للمخرج إبراهيم عمارة عام 1957
- فيلم «الحب العظيم» للمخرج حسن الإمام عام 1957
- فيلم «الجسد» للمخرج حسن الإمام عام 1955
- فيلم «سيجارة وكاس» للمخرج نيازي مصطفى عام 1955
- فيلم «حب في الظلام» للمخرج حسن الإمام عام 1953
- فيلم «لك يوم يا ظالم» للمخرج صلاح أبو سيف عام 1951
- فيلم «أنا بنت ناس» للمخرج حسن الإمام عام 1951
- فيلم «قيس وليلى» للمخرج إبراهيم لاما عام 1939